# Nerodni striček iz Connecticuta
Nerodni striček iz Connecticuta (izvirno Uncle Wiggily in Connecticut) je kratka zgodba ameriškega pisatelja J. D.-ja Salingerja. Prvič je bila objavljena 20. marca 1948 v literarnem zborniku The New Yorker.  Leta 1953 so jo vključili v Salingerjevo zbirko kratkih zgodb, poimenovano Devet zgodb.
Naslov zgodbe se nanaša na dogodek, na katerega se spomni Eloise, in sicer ko sta ona in Walt tekla, da bi ujela avtobus. Eloise si je pri tem zvila gleženj, Walt pa je humorno zavzdihnil: »Ubogi nerodni striček.« Pri tem je imel seveda v mislih Eloisin gleženj.

## Vsebina
Karieristka Mary Jane obišče svojo cimro iz študijskih let, Eloise. Eloise je zdaj poročena in živi v Connecticutu. Med pogovorom obe spijeta precej alkohola in se pogovarjata o starih časih. Eloise je bila nekoč zaljubljena v vojaka Walta Glassa, član družine Glass, ki pa je umrl v vojni. Zdaj je poročena z Lewom, ki je po njenem mnenju nesimpatičen. Z Lewom imata hčerko Ramono, do katere se Eloise obnaša precej prozorno. Po več urah popivanja Eloise zapade v sentimentalno stanje in pade v jok. 

## Filmska priredba
V zgodnjih 40. letih je Salinger v pismu Whitu Burnettu zaupal, da mu je pripravljen prodati filmske pravice za nekatere svoje zgodbe z namenom zagotoviti si finančno varnost. Po navedbah Iana Hamiltona je bil Salinger razočaran, ko »ropotanja iz Hollywooda« glede njegove kratke zgodbe The Varioni Brothers iz leta 1943 niso obrodila sadov. Zatorej je brez oklevanja privolil, ko mu je sredi leta 1948 neodvisni filmski producent Samuel Goldwyn ponudil odkup filmskih pravic za kratko zgodbo Nerodni striček iz Connecticuta.  Čeprav je Salinger prodal svojo zgodbo v upanju - po besedah njegove agentke Dorothy Olding - »da bo nastal dober film«, pa so film po premieri leta 1949 kritiki dobesedno razmesarili.  Film je bil preimenovan v My Foolish Heart, glavni vlogi sta pripadli Dani Andrewsu in Susan Hayward. Film je do te mere odstopal od Salingerjeve literarne predloge, da ga je Goldwynov biograf A. Scott Berg komentiral kot »barabinstvo«. Po tej izkušnji ni Salinger nikoli več dovolil, da bi po katerem koli njegovem delu napravili filmsko priredbo.